# Рахдониты

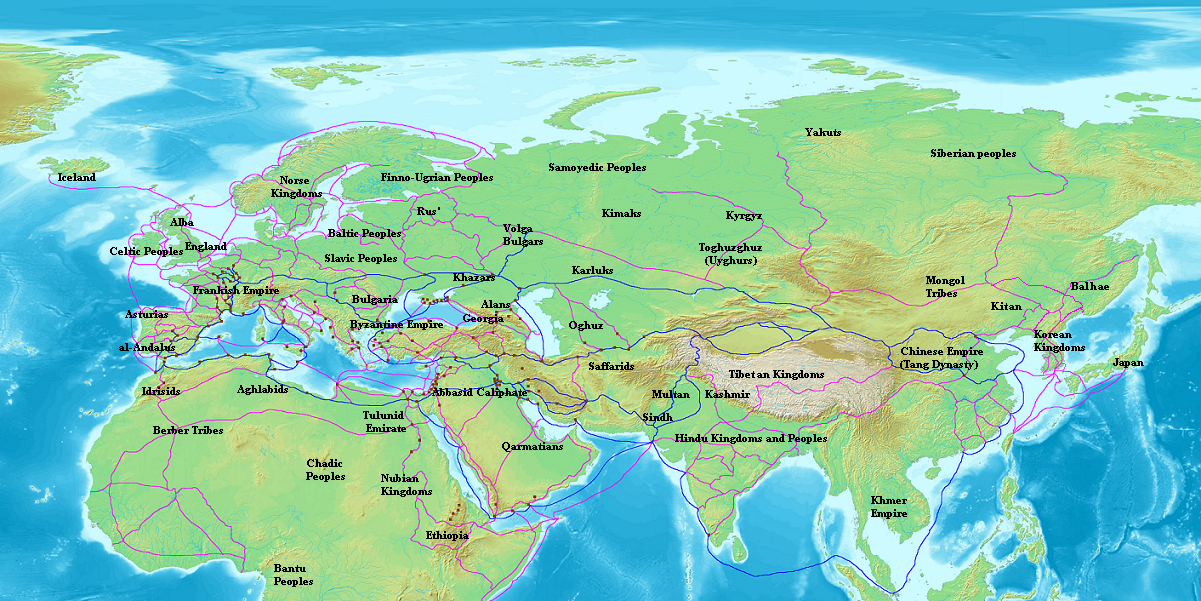
Карта Евразии и Африки с указанием торговых маршрутов (синим цветом выделены торговые маршруты евреев-рахдонитов). Другие торговые маршруты того периода выделены фиолетовым. Коричневыми точками обозначены города со значительными еврейскими общинами

Рахдониты, или раданиты (ивр. רדהנים‎ radhanīm, араб. الرذنية‎ ар-разания), — странствующие еврейские купцы, которые на протяжении раннего Средневековья контролировали торговлю между исламским Востоком и христианской Европой по Шёлковому пути и другим торговым маршрутам, создав первую в истории постоянную торговую сеть, простиравшуюся от Китая и Индии до Западной Европы:

## История
Долгое время историки начинали отсчёт торговых связей между Европой и Азией с крестовых походов либо с путешествия Марко Поло.
Между тем арабский географ Ибн Хордадбех в своём трактате «Книга путей и стран» ещё в IX веке описал маршруты еврейских купцов, которых он называл раданитами.
Происхождение этого термина не вполне ясно (вероятно, от персидского «знающие дорогу»), как и то, что именно он обозначал, — определённую купеческую гильдию, клан, либо торговцев в целом.
Из описания ибн Хордадбеха следует, что раданиты вели торговлю от долины Роны во Франции до пределов Китая, обладая знаниями различных языков и поддерживая торговые фактории во многих городах.
Очевидно, благодаря их усилиям продолжали действовать торговые пути, проложенные ещё во времена Римской империи. Их торговая сеть охватывала большую часть Европы, Северной Африки, Ближний Восток, Центральную Азию и некоторые части Индии и Китая.

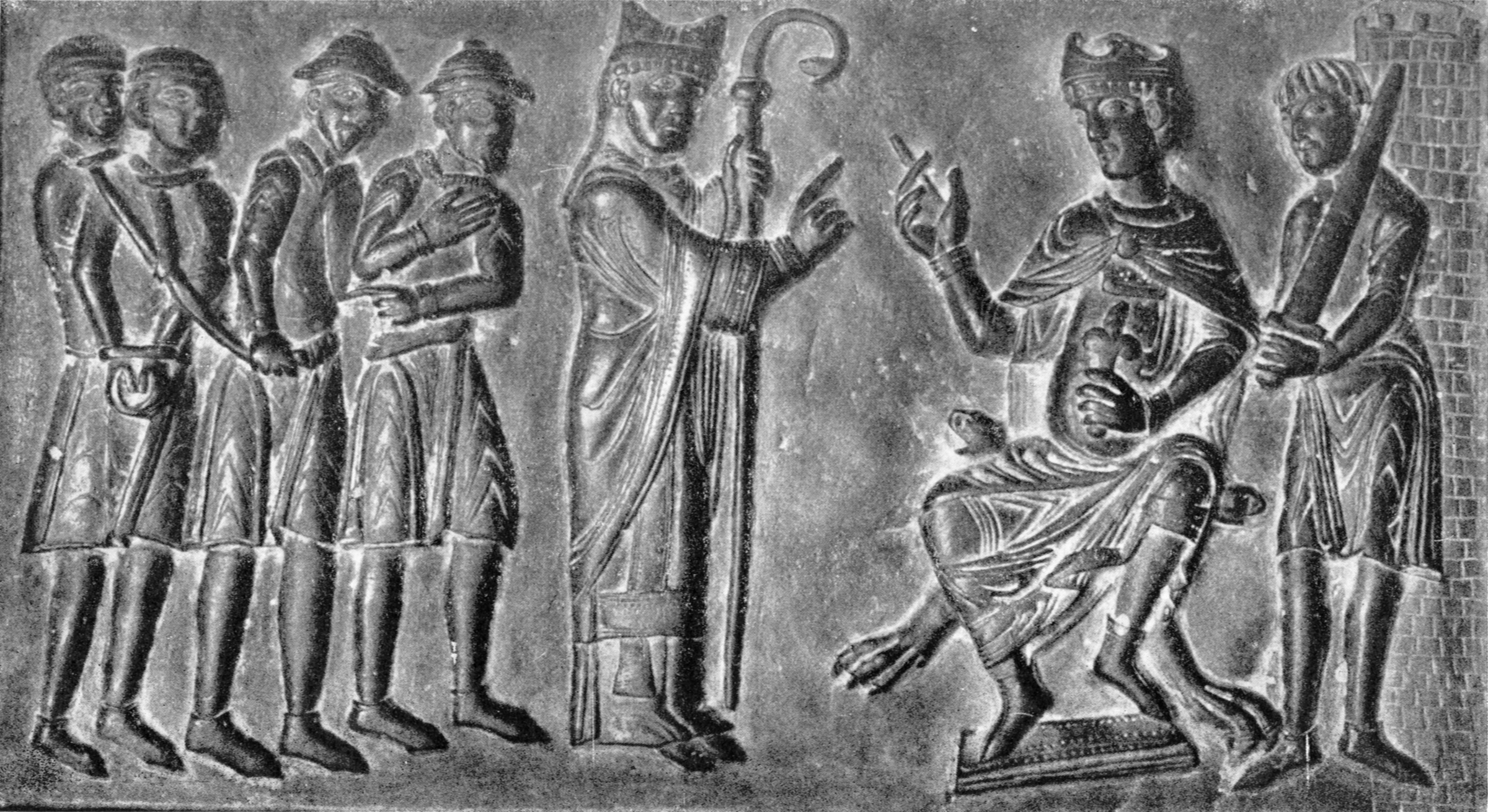
Святой Адальберт Пражский увещевает чешского князя Болеслава II запретить еврейским купцам (фигуры в головных уборах) торговать христианскими рабами. Гнезненские врата, ок. 1170 г.

Все четыре основных торговых маршрута, которые раданиты использовали в своих поездках, начинались в Европе и заканчивались в Китае:
1. Морем из Франции до Суэца, оттуда по суше на верблюдах до побережья Красного моря, затем на кораблях в Индию и Китай. На обратном пути посещали Константинополь.
2. Морем из Франции в Ливан, через Ирак и Персидский залив в Индию и Китай.
3. Морем из Испании или Франции через Гибралтарский пролив до Египта, оттуда через Ливан и Ирак в Персию и Индию.
4. Через Центральную Европу в земли славян и Хазарский каганат, в акваторию Каспия, затем в Балх (в пригороде Балха существовала еврейская колония Яхуданак), затем в Мавераннахр (Среднюю Азию) и Китай

Успех еврейских купцов был связан с присутствием еврейских общин во многих странах Европы и Азии вплоть до Индии и Китая.
Постоянное напряжение между христианскими и мусульманскими торговцами подчас выливалось в запреты на заход купеческих судов в порты враждебной стороны. На еврейских купцов эти запреты обычно не распространялись.
С VII по X вв. раданиты были фактическими монополистами в торговле между европейским Западом и азиатским Востоком.

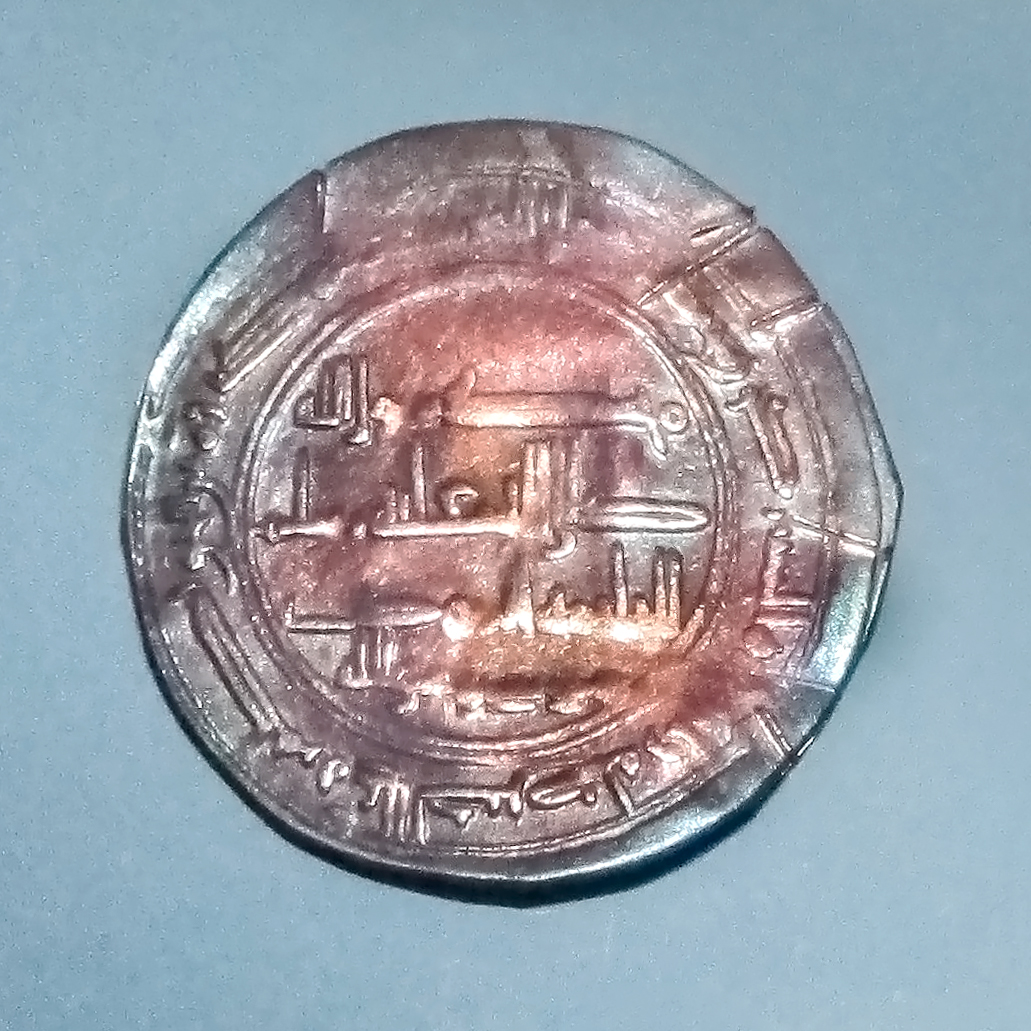
Хазарская серебряная монета с легендой на арабском языке: «Моисей — посланник Бога». Готландский исторический музей (Висбю, Швеция)

Раданиты вели торговлю прежде всего товарами, стоившими дорого при относительно небольшом объёме (такими, как специи, духи, ювелирные украшения, шелка, масла, ладан, оружие, меха), а также рабами.
Еврейский путешественник Ибрагим ибн Якуб сообщает о еврейских (наряду с мусульманскими и тюркскими) работорговцах в Праге около 970 года. Есть и другие свидетельства активного участия евреев-купцов в работорговле.
О деятельности раданитов известно из сообщений мусульманских учёных той эпохи — Ибн Хордадбех и Ибн аль-Факих, которые называли их «радания», или «рахдания».
Именно раданиты принесли в Европу из Индии «арабские цифры» и китайскую бумагу. Например еврей Якуб ибн-Тарик вывез из Индии десятичную систему счисления.
Вероятно, такая масштабная торговля обеспечивалась силой, то есть государствами, которые существовали у евреев в Средние Века, и находились на пересечении торговых путей (Химьяр, берберо-еврейские княжества, Хазария, еврейские города Вавилонии).

В «Книге путей и стран» арабского географа Ибн Хордадбеха (ок. 820 — ок. 912/913, по др. данным 885) говорится о евреях-купцах рахданитах:

Путь еврейских купцов Рахдания, которые говорят по-арабски, по-персидски, по-румийски, по франкски, по-андалузски, по-славянски. Они в самом деле путешествуют от ал-Машрика до ал-Магриба и от ал-Магриба до ал-Машрика (то есть с Запада на Восток и с Востока на Запад) по суше и по морю. Они доставляют из ал-Магриба слуг-евнухов (хадам), невольниц, мальчиков-слуг (гилман), парчу (дибадж), заячьи шкурки, пушнину (ал-фира'), соболий мех (ас-саммур) и мечи. Они путешествуют из Фиранджи (Франция) по Западному морю (Средиземное море), высаживаются у ал-Фарамы (порт в Египте) и доставляют свои товары по суше в ал-Кулзум (порт на Красном море). Между этими [городами] 25 фарсахов. Затем они совершают путешествие по Восточному морю (Красное море) из ал-Кулзума в ал-Джар и Джудду. Затем отправляются [дальше] в ас-Синд (Северная Индия), ал-Хинд (Южная Индия) и ас-Син (Китай). Вывозят из ас-Сина мускус, алоэ, камфору, корицу и другие товары, которые традиционны для этих краев (навахи), после него возвращаются в ал-Кулзум. Потом они доставляют эти [товары] в ал-Фараму. Затем плывут по Западному морю (Средиземное море), а иной раз поворачивают со своими товарами к Константинополю и продают их в ар-Руме. Иногда они ездят со своими товарами в земли Фиранджи и распродают их там. Если они желают, то везут свои товары из Фиранджи по Западному морю, высаживаются у Антакийи (Антиохия) и совершают по суше три перехода, пока не достигают ал-Джабийи (окрестности Дамаска). Затем они плывут по Евфрату до Багдада, а по Тигру до ал-Убуллы. Из ал-Убуллы [они направляются] в Оман, ас-Синд, ас-Син. Все эти [страны] связаны одна с другой.
Иногда они держат путь по ту сторону (севернее) Румийи, в страну славян, затем в Хамлидж (Итиль) — главный город хазар, далее по морю Джурджан (Каспийское море), затем в Балх и Мавараннахр, затем в Урт (Йурт?) тугузгуз, затем в ас-Син.

Ибн аль-Факих:

А эти купцы — иудеи, которых называют рахданийа. Они разговаривают по-персидски, по-гречески, по-арабски, по-французски..

Деятельность раданитов пошла на спад в конце X века в связи с распадом Хазарии и подъёмом «национальных» торговцев, шедших по проложенным ими путям (например, итальянских торговых республик в Европе).
В исторической литературе высказываются догадки о том, что именно раданитам Европа обязана знакомством с такими изобретениями, как арабские цифры и китайская бумага.
После исчезновения раданитов торговля по Шёлковому пути заглохла, а из рациона европейцев на несколько столетий пропали восточные пряности.
На исламском Востоке торговля с Европой, Индией и Китаем продолжалась, но никогда более не объединялась в одних руках.

## Рахдониты, Хазария и Русь
Хазарский каганат, чья столица Итиль занимала удобное положение в устье Волги, стал одним из центров раданитской торговли.
Не исключено, что именно рахдониты привнесли в это государство еврейскую веру.
О том, что центрами раданитской торговли были древнерусские города Киев и Перемышль, свидетельствует сообщение майнцского еврея Иегуды бен Меира.
Его ученик по имени Исаак Дорбело в XI веке вместе с ними посетил Польшу.
Собственно, одно из древнейших упоминаний о Киеве (X век) содержится в письме еврейской общины этого города.
Существование торгового маршрута под условным названием «Путь из немец в хазары» подтверждается некоторыми известиями.
В частности, именно таким путём Хасдай ибн Шапрут в сер. X века отправил своё послание в Хазарский каганат. Тогда же о пути из Праги через Краков в Киев сообщает испанский путешественник Ибрагим Ибн Йакуб.
Роль раданитов в становлении и ранней истории Древнерусского государства остаётся невыясненной. Отношение некоторых российских историков к раданитам в этом контексте сильно политизировано. Так, Л. Н. Гумилёв считал, что они поработили Хазарию, создав «химеру на Волге», а их торговые операции по прибыльности сравнивал с «перепродажей наркотиков и валютными спекуляциями».